# Aaron T. Beck
Aaron Temkin Beck (Providence, Rhode Island, 1921. július 18. – Philadelphia, Pennsylvania, 2021. november 1.) amerikai neurológus, pszichoterapeuta és a kognitív viselkedésterápia kidolgozója.

## Életpályája
Orosz zsidó bevándorlók legfiatalabb gyermekeként született. Szülei, Elizabeth Temkin és Harry Beck, 1909-ben házasodtak össze. Édesapja foglalkozását tekintve nyomdász volt, továbbá rendkívül meghatározóak voltak számára a szocialista eszmék. Édesanyja meglehetősen erőszakos volt, valamint szélsőséges hangulatingadozások jellemezték, illetve Beck két testvérének halála súlyosan megviselte.
Gyermekkorának bizonyos eseményei meghatározóak voltak későbbi, a terápiával kapcsolatos nézeteit illetően. Beck életét jelentősen megváltoztatta egy súlyos, életveszélyes fertőzés, ami nyolcéves korában érte. Ennek következtében a rendkívül aktív gyermek csendessé és visszahúzódóvá vált. Kialakult benne a kórházaktól és a vértől való félelem, melyeket azonban később sikerült leküzdenie.
Érettségi után beiratkozott a Brown Egyetemre, ahol fő tárgyai az angol nyelv és a politikai tudományok voltak, de ezeken kívül más tárgyak iránt is aktívan érdeklődött, mint például az orvostudományok és a szerves kémia. Egyre kevésbé volt biztos abban, hogy helyesen választott pályát, ezért miután 1942-ben lediplomázott a Brown Egyetemen, elhatározta, hogy jelentkezik a Yale Orvosi Egyetemre. Az egyetemen folytatott pszichiátriai tanulmányaiból 1946-ban szerezte meg a doktori címet. Pszichiátriai gyakorlatát a rhode island-i kórházban töltötte, ahol külön szakterületként a neurológiával is foglalkozott. Ebben az időszakban, szakmai gyakorlata során ismerte meg Phyllis Whitman-t, későbbi feleségét, akivel 1950. június 4-én házasodtak össze Providence városában, majd négy gyermekük született. Phyllis Whitman jogot tanult a Brown Egyetemen, később a pennsylvania-i Legfelsőbb Bíróság bírája lett.
Beck a neurológián töltött rezidens évei alatt kezdett el érdeklődni a pszichoterápia, valamint a kogníció iránt. 1954-ben elvállalt egy állást a Pennsylvaniai Egyetem pszichiátriai részlegén, ahol létrehozott egy, a depresszió kutatására szolgáló központot. Egyre intenzívebben foglalkozott a depresszió kognitív megközelítésének kidolgozásával, majd 1961-ben kidolgozta a Beck Depresszió Kérdőívet, amely a depresszió súlyosságának mérésére szolgál. Sigmund Freud-dal és a pszichoanalízissel kapcsolatban jelentős fenntartásai voltak, ennek ellenére a ’Philadelphia Institute of Psychoanalysis’ hallgatója lett, ahol 1958-ban szerezte meg a diplomáját. Ezt követően gyakorlatban is alkalmazta a pszichoanalízis módszerét, azonban hiányolta a pszichoanalitikus elméleteket alátámasztó tudományos bizonyítékokat. Ezért egyre inkább a kognitív pszichológia tudománya felé fordult, kialakult a terápiával kapcsolatos kognitív szemléletmódja. Freud-dal ellentétben nem tulajdonított olyan nagy jelentőséget a tudattalannak. A kognitív módszer inkább a személyek racionális gondolataira fektet hangsúlyt, például a félelmek leküzdését illetően, minthogy a félelmek hátterében álló tudattalan folyamatokat vizsgálná. 

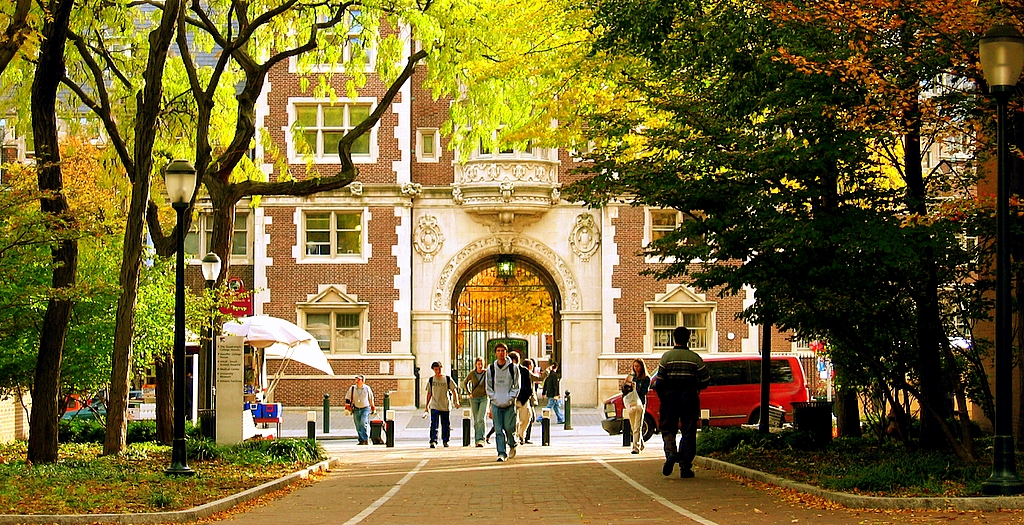
a Pennsylvaniai Egyetem felső kapuja ősszel; Aaron T. Beck munkaállomása 1967 óta

1967-ben egyetemi docens, majd 1971-ben professzor lett a Pennsylvania Egyetemen. Ebben az időszakban írta meg első könyvét ’Depression: Clinical Experimental and Theoretical Aspects’ címmel. Az 1970-es évek elején, a kognitív forradalom idején megnőtt az érdeklődés Beck kognitív pszichológiával kapcsolatos kutatása iránt. Ebben jelentős szerepe volt annak, hogy egyre inkább eltávolodtak a pszichoanalitikus szemléletmódtól, a viselkedés külső megfigyelhető jegyei mellett egyre inkább a gondolkodási folyamatok és vélekedések vizsgálata került a középpontba.
A ’Beck Institute for Cognitive Therapy and Research’ intézet elnöke volt, melyet 1994-ben alapított a Pennsylvania Egyetemen. Az intézet igazgatója lánya, Judith Beck. Hosszú pályafutása során számos elismerésre és díjra tett szert: Heinz Award for ‘The Human Condition’, Sarnat Award, a Brown Egyetemtől kapott kitüntetések, elismerések, illetve Beck az egyetlen személy, aki az Amerikai Pszichológiai Társaságtól és az Amerikai Pszichiátriai Társaságtól is kapott díjakat. Pennsylvania-ban élt feleségével, Phyllis Whitman-nel, 2021-ben bekövetkezett haláláig.

## Munkássága

### Pszichopatológia
Beck hozzájárult a pszichiátriai rendellenességek egy új, más jellegű értelmezéséhez. Tanulmányozta a depresszió kialakulásának lehetséges okait, és az eredmények alapján úgy vélte, hogy a legfőbb ok az lehet, hogy a depressziós személyek olyan negatív hajlammal rendelkeznek, mely alapján negatívan viszonyulnak önmagukhoz, egyes eseményekhez és negatív elvárasaik vannak a jövőre nézve. Bebizonyította azonban, hogy egy sikeres élményt követően rendszerint pozitív változás figyelhető meg a páciens hangulatában, motivációjának mértéke nő. A személy negatív gondolatainak, elvárásainak ellentmondó események pozitív hatással lehetnek érzéseire és viselkedésére.

### Pszichoterápia
Beck kifejlesztett egy, a depresszió kezelésére hatékonyan alkalmazható rövid – eredetileg 8-10 alkalomból álló – kognitív terápiát, mely később szélesebb körben, több pszichiátriai rendellenesség esetén alkalmazottá vált. A Beck által kifejlesztett kognitív viselkedésterápiának abban van fontos szerepe, hogy növelje a személyek objektivitásának mértékét. Olyan különböző stratégiákból és technikákból áll, amelyek segítik a személy szituációra vonatkozó félreértelmezéseinek, kognitív torzításainak módosulását, ezáltal elősegíti a pszichológiai és interperszonális problémákkal való hatékonyabb megküzdést. Az ilyen jellegű terápiák esetén a páciensnek fontos, aktív szerepe van diszfunkcionális gondolkodásának megváltoztatásában.

### A kognitív viselkedésterápia főbb jellemzői
- A kognitív terápiára jellemző, hogy aktív, direktív, strukturált és időben behatárolt – általában 15-25 ülésből áll, hetente egyszer.
- Számos pszichiátriai zavar kezelésére alkalmazható, mint például depresszió, fóbiák, szorongás, fájdalom-szindrómák, pszichotikus rendellenességek.
- A terápia alapjául szolgál az a feltevés, miszerint egy személy viselkedését és érzéseit jelentős mértékben befolyásolja az, ahogyan a világot strukturálja. Az egyén élményei, életeseményei alapján kialakulnak bizonyos attitűdök, sémák, melyek meghatározzák az egyén kognícióit, illetve a szituációkra adott válaszait.
- A diszfunkcionális hiedelmek, illetve a torzult konceptualizációk a páciens gondolkodásának átértékelése és korrekciója által módosíthatóak.
- A terápia fontos tényezője a megbízható terápiás kapcsolat, valamint a közös erőfeszítés, melyek elősegítik azt, hogy a páciens magáévá tegye a terápiás technikákat.

### Öngyilkossággal foglalkozó tanulmányok
Beck egyik fő kutatási területe az öngyilkosság vizsgálata. Kutatásai lehetővé tették az öngyilkos magatartás osztályozását, mérését, ezáltal pedig azonosíthatóvá váltak a fokozottan veszélyeztetett egyének. A depressziós páciensek esetében jellemző reménytelenség érzés, valamint a visszatérő öngyilkossági gondolatok így mérhetőek, illetve kognitív módszerekkel történő beavatkozás által csökkenthetőek. Az öngyilkosság kockázatának hatékony csökkentésére ezért speciális pszichoterápia alkalmazható ezeknél a személyeknél.

### Mérőeljárások kifejlesztése
- Beck számos mérőeszközt (skálákat, kérdőíveket) fejlesztett ki, melyek a különböző pszichiátriai zavarok súlyosságának becslésére szolgálnak, és amelyeket mind a kutatások során, mind pedig a klinikai gyakorlatban alkalmaznak.
- Beck Anxiety Inventory (BAI): 21 itemből áll, a szorongás súlyosságának mérésére szolgál.
- Beck Depression Inventory (BDI-II): 21 itemből áll, a depresszió súlyosságának mértéke állapítható meg segítségével. Legszélesebb körben alkalmazott mérőeljárás.
- Beck Cognitive Insight Scale (BCIS): 15 itemből áll, az önreflexió és az önbizalom mérésére szolgál.
- Beck Hopelessness Scale (BHS): 20 itemből áll, a reménytelenség érzés három fő aspektusát méri: jövőre vonatkozó érzések, motiváció elvesztése, elvárások.
- Beck Scale for Suicide Ideation (BSI): 21 itemből áll, az öngyilkossági gondolatok jelenlétének, súlyosságának meghatározására szolgál.
- Beck Youth Inventories: öt különböző 20 itemes kérdőívből áll, 7-18 éves gyermekek, serdülök esetében alkalmazható. A következőket méri: depresszió tünetei, szorongás, düh, destruptív viselkedés, énfogalom.
- Dysfunctional Attitude Scale (DAS): a depresszió esetén jellemző téves vélekedések mérésére szolgál.
- Personality Belief Questionnaire (PBQ): lehetővé teszi egy adott személyre jellemző kognitív profil megalkotását, speciális diszfunkcionális vélekedések azonosítását.
- The Sociotropy-Autonomy Scale (SAS): a depresszióval összeköthető személyiség dimenziókat méri.
- Scale for Suicide Ideation (SSI): 19 itemből áll, az öngyilkosság tervének és vágyának egyéni sajátosságait méri.

## Magyarul megjelent művei
- Aaron T.Beck–Gary Emery: A szorongásos zavarok és fóbiák kognitív szemlélete; közrem. Ruth L. Greenberg, ford. Figusch Zoltán, Adorján Zsolt; Animula, Bp., 1999
- A gyűlölet fogságában. A harag, az ellenségesség és az erőszak alapjai gondolkodásunkban; ford. Berghammer Rita; Háttér, Bp., 2001 (Lélek kontroll)
- A depresszió kognitív terápiája; többekkel; ford. Figusch Zoltán, Adorján Zsolt; Animula, Bp., 2001
- Aaron T. Beck–Arthur Freeman–Denise D. Davis: A személyiségzavarok kognitív terápiája; ford. Adorján Zsolt; Animula, Bp., 2009